# Comprégnac
Comprégnac település Franciaországban, Aveyron megyében. Lakosainak száma 217 fő (2022. január 1.). Comprégnac Castelnau-Pégayrols, Creissels, Millau, Montjaux és Saint-Georges-de-Luzençon községekkel határos.

## Népesség
A település népességének változása:
| Lakosok száma | 141  | 133  | 215  | 245  | 231  | 251  | 249  | 241  | 228  | 217  |
|               | 1968 | 1982 | 1999 | 2006 | 2011 | 2015 | 2017 | 2018 | 2020 | 2022 |